# 名古木
名古木（ながぬき）は神奈川県秦野市の大字。同市の8地区の分類では東地区。

## 概要
秦野市東部に位置し、東は伊勢原市善波と接する。
かつては大住郡名古木村であったが、1889年（明治22年）に蓑毛村、小蓑毛村、西田原村、東田原村、寺山村、落合村と合併し大住郡東秦野村となった。現在は前述の通り東地区となっている。

## 「名古木」の地名の由来
「名古木」の地名の由来には諸説ある。
- 并椚（なくのき・なくぬぎ）村→長軒（ながのき）村→奈古乃幾（なこのき）牟良→名古木（ながぬき）村[6][7]
  - クヌギ（椚）でできた家の門が並ぶ様子から「并椚」と名付けられ（「并」の字は「並ぶ」に近い意味を持つ）、そこから音が変化して「ながぬき」となった[7]。
  - 当て字である「奈古乃幾（なこのき）」は、「和やか、穏やか」を意味する「ナコ」、場所を表す「キ」から、「なだらかな地形の場所」の意[7]。
- 長い軒が連なっていたことからついた[8]。

## 世帯数と人口
2023年（令和5年）4月1日現在（秦野市発表）の世帯数と人口は以下の通りである。
| 大字   | 世帯数    | 人口    |
| ------ | --------- | ------- |
| 名古木 | 1,027世帯 | 2,293人 |

### 人口の変遷
国勢調査による人口の推移。
| 年                 | 人口  |
| ------------------ | ----- |
| 1995年（平成7年）  | 2,222 |
| 2000年（平成12年） | 2,311 |
| 2005年（平成17年） | 2,282 |
| 2010年（平成22年） | 2,342 |
| 2015年（平成27年） | 2,351 |
| 2020年（令和2年）  | 2,215 |

### 世帯数の変遷
国勢調査による世帯数の推移。
| 年                 | 世帯数 |
| ------------------ | ------ |
| 1995年（平成7年）  | 659    |
| 2000年（平成12年） | 734    |
| 2005年（平成17年） | 758    |
| 2010年（平成22年） | 822    |
| 2015年（平成27年） | 848    |
| 2020年（令和2年）  | 836    |

## 学区
市立小・中学校に通う場合、学区は以下の通りとなる（2021年7月時点）。
| 大字   | 丁目・番地                                                          | 小学校             | 中学校             |
| ------ | ------------------------------------------------------------------- | ------------------ | ------------------ |
| 名古木 | 1、2、12-1、15～340、341-1、342～367、431～435、440、440-2、444以降 | 秦野市立東小学校   | 秦野市立東中学校   |
| 名古木 | 3～11、12-2～14、341-2、368～425、440-1、441～443                   | 秦野市立末広小学校 | 秦野市立本町中学校 |

## 事業所
2021年（令和3年）現在の経済センサス調査による事業所数と従業員数は以下の通りである。
| 大字   | 事業所数 | 従業員数 |
| ------ | -------- | -------- |
| 名古木 | 50事業所 | 469人    |

### 事業者数の変遷
経済センサスによる事業所数の推移。
| 年                 | 事業者数 |
| ------------------ | -------- |
| 2016年（平成28年） | 62       |
| 2021年（令和3年）  | 50       |

### 従業員数の変遷
経済センサスによる従業員数の推移。
| 年                 | 従業員数 |
| ------------------ | -------- |
| 2016年（平成28年） | 534      |
| 2021年（令和3年）  | 469      |

## 交通

### 路線バス
- 小田急小田原線秦野駅より約15分

### 道路
- 国道246号線
- 県道70号線

## 周辺
- 善波峠
- 念仏山
- 生き物の里 指定第4号 名古木[18]
- 秦野国際乗馬クラブ
- 丹沢大山五右衛門
- ニトリ秦野店
- 秦野市環境資源センター
- 尋常開進小学校跡

国道246号名古木交差点付近には、老朽化によって解体されたJT(日本たばこ産業)の安全性研究所の跡地があり、道の駅の整備計画の案が秦野商工会議所や秦野市農業協同組合から持ち上がっている。

## その他

### 日本郵便
- 郵便番号 : 257-0024[3]（集配局 : 秦野郵便局[20]）。